# Писатола (Ровиго)
Писатола је насеље у Италији у округу Ровиго, региону Венето.
Према процени из 2011. у насељу је живело 68 становника. Насеље се налази на надморској висини од 11 м.